# Reichenthal
Reichenthal  ist eine Marktgemeinde in Oberösterreich im Bezirk Urfahr-Umgebung im oberen Mühlviertel mit 1548 Einwohnern (Stand 1. Jänner 2024).

## Geografie
Reichenthal liegt auf 683 m Höhe im oberen Mühlviertel. Die Ausdehnung beträgt von Nord nach Süd 5,4 km, von West nach Ost 7,3 km. Die Gesamtfläche beträgt 18,8 km². Durch den Ort fließt der Kettenbach, der nicht wie im Mühlviertel üblich zur Donau, sondern zur Moldau nach Tschechien fließt.

### Gemeindegliederung
Das Gemeindegebiet umfasst folgende Ortschaften (in Klammern Einwohnerzahl Stand 1. Jänner 2024):
- Allhut (35)
- Böhmdorf (57) samt Altmühle
- Hayrl (63)
- Kohlgrub (19)
- Liebenthal (64)
- Miesenbach (47)
- Niederreichenthal (48)
- Reichenthal (977)
- Schwarzenbach (66)
- Stiftung (125)
- Vierhöf (47)

Die Gemeinde gehörte bis 2012 zum Gerichtsbezirk Leonfelden und ist seit dem 1. Jänner 2013 Teil des Gerichtsbezirks Freistadt.

### Nachbargemeinden
| Vyšší Brod (CZ) |                                             | Rainbach |
|                 | Kompassrose, die auf Nachbargemeinden zeigt |          |
| Schenkenfelden  | Waldburg                                    |          |

## Geschichte
Ursprünglich im Ostteil des Herzogtums Bayern liegend, gehörte der Ort seit dem 12. Jahrhundert zum Herzogtum Österreich, seit 1490 zum Fürstentum Österreich ob der Enns.
Im Jahr 1357 wird der Ort als Reychenthal erstmals urkundlich erwähnt, wobei der Ortsname von einem reichen, ertragreichen Tal herzuleiten ist.
Über den Saumpfad „Hellmonsödt – Schenkenfelden – Reichenthal – Oberhaid“, einer Variante des Linzer Steigs, wurde jahrhundertelang Salz nach Böhmen transportiert.

## Kultur und Sehenswürdigkeiten
- Pfarrkirche Reichenthal: erbaut im 19. Jahrhundert, auch 'Mühlviertler Dom' genannt, da sie die größte Kirche des Mühlviertels ist. Sehenswert ist die Sieben-Todsünden-Kanzel. Die Kanzel wird von einem Baumstamm getragen, um den sich eine Riesenschlange mit sieben Menschenköpfen windet, die die sieben Todsünden symbolisieren.
- Schloss Waldenfels: Das Schloss wurde um 1300 erbaut. 1636 erwarb es Konstantin Grundemann, der als Belohnung für seinen Einsatz in der Gegenreformation das Patronatsrecht über Reichenthal und Waldburg erhielt.
- Mühlenmuseum Reichenthal-Hayrl: Das Mühlenmuseum Reichenthal-Hayrl befindet sich am Beginn des 10-Mühlen-Wanderweges. Im Mittelpunkt des Museums befindet sich die Hausmühle mit der Müllerstube, die einen Blick in das einstige Handwerk und Müllerleben ermöglicht.
- 10-Mühlen-Wanderweg: Der 10-Mühlen-Wanderweg hat eine Länge von 15,5 km und führt an einer Vielzahl von Mühlen vorbei.[3]
- Waldkapelle Liebenthal: Die Waldkapelle wurde 1936 auf einem Hügel erbaut. Rund um die Kapelle führt ein aus 14 Bildstöcken bestehender Kreuzweg.

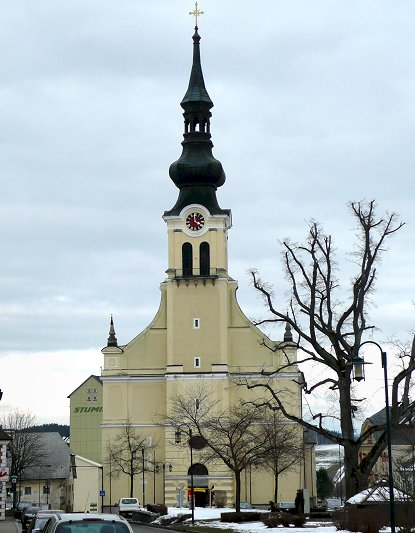
Pfarrkirche Reichenthal
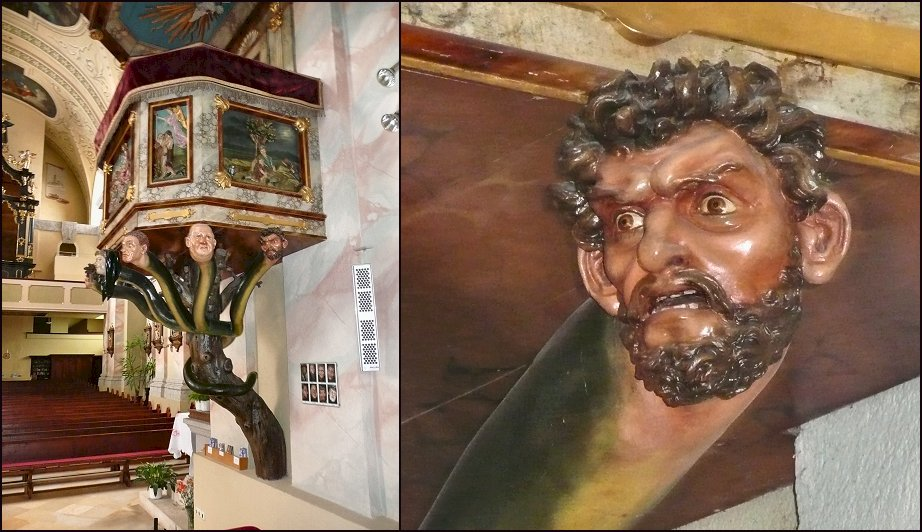
Sieben-Todsünden-Kanzel – Zorn
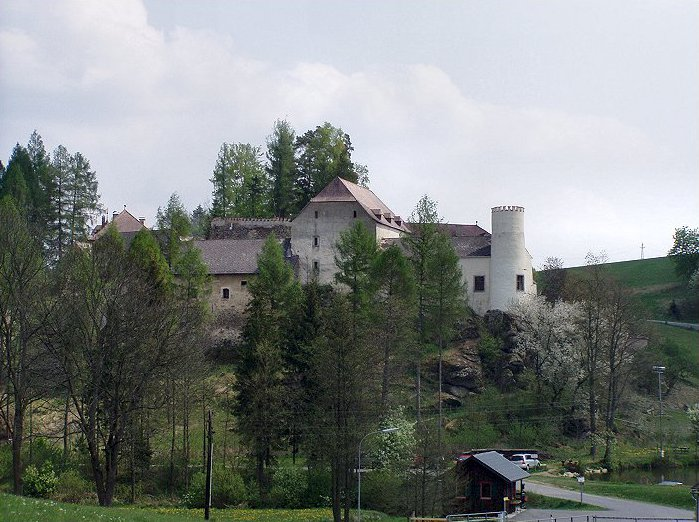
Schloss Waldenfels
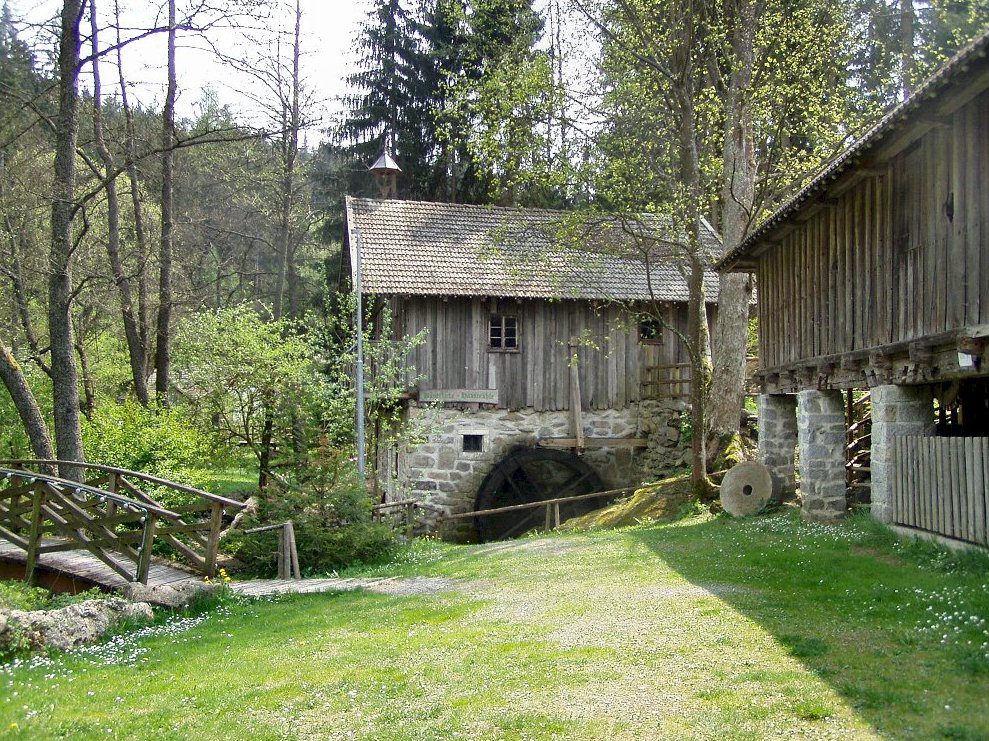
Mühlenmuseum in Reichenthal mit Hausmühle und Venezianersäge (rechts)
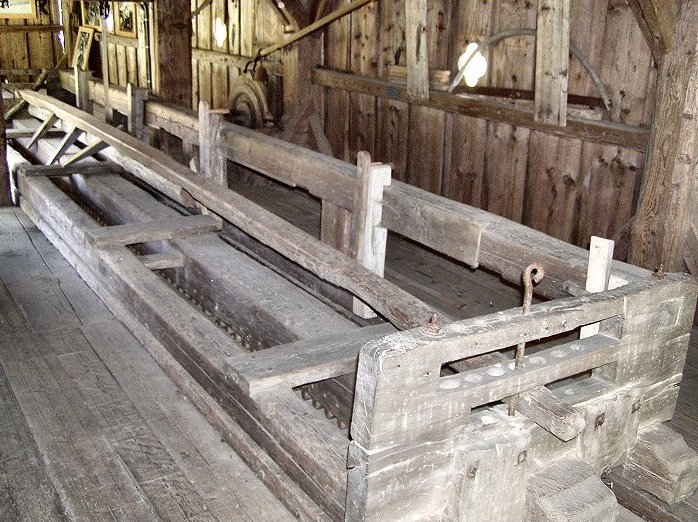
Venezianersäge im Mühlenmuseum
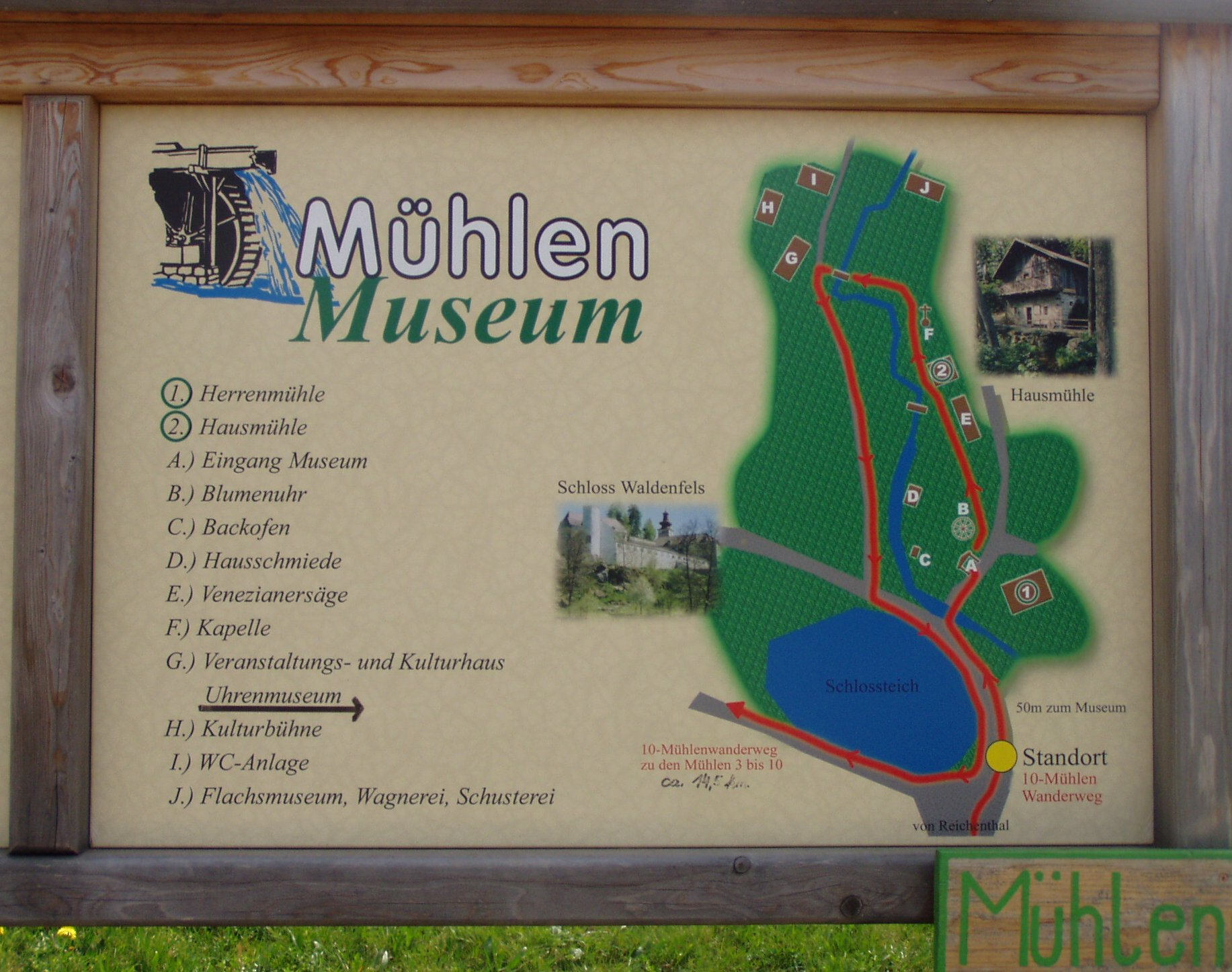
Mühlenmuseum – Übersichtsplan
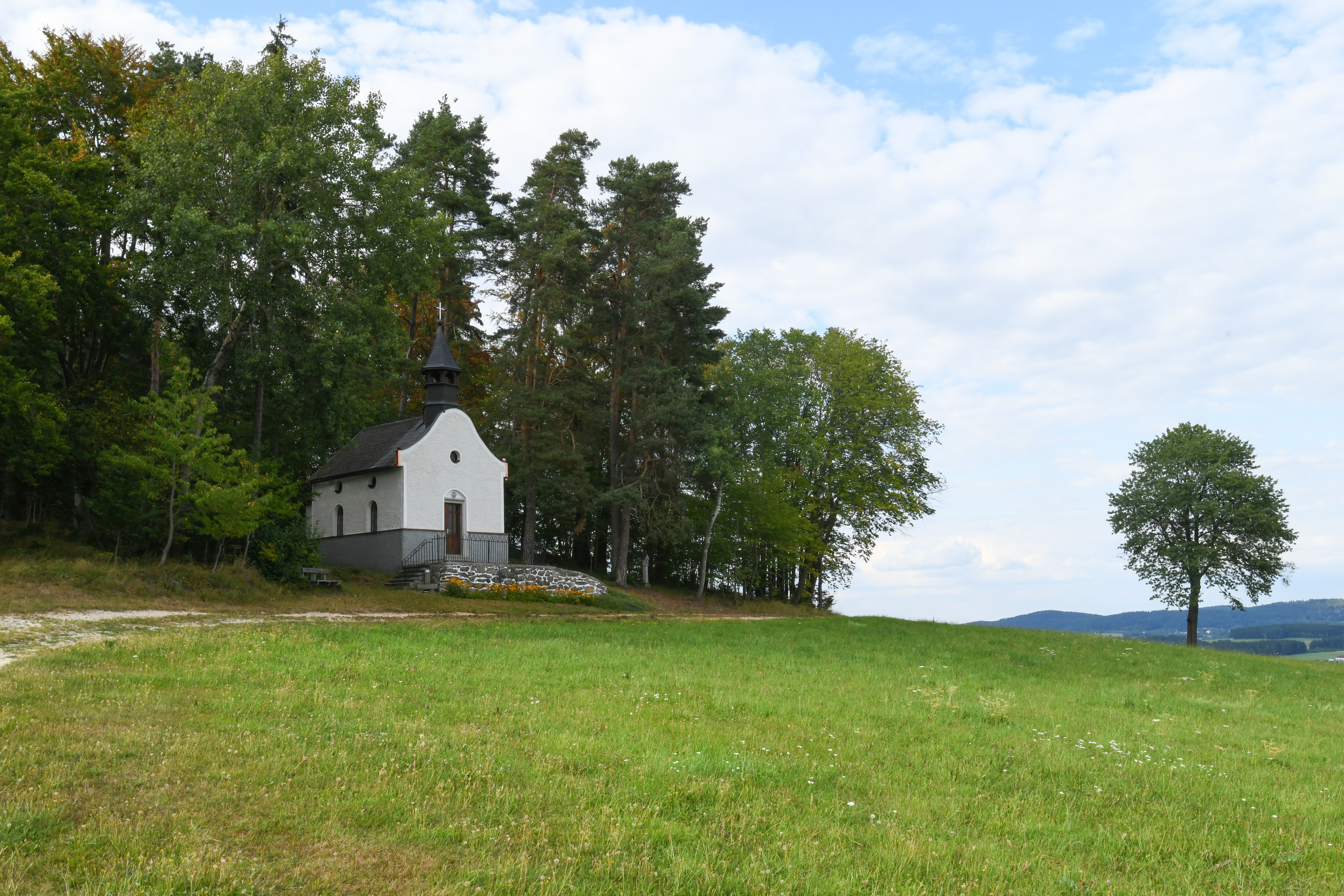
Waldkapelle Liebenthal

## Wirtschaft und Infrastruktur

### Wirtschaftssektoren
Von den 65 landwirtschaftlichen Betrieben des Jahres 2010 waren 39 Haupterwerbsbauern. Diese bewirtschafteten 85 Prozent der Flächen. Im Produktionssektor arbeiteten 107 Erwerbstätige im Bereich Herstellung von Waren, 36 in der Bauwirtschaft, 3 in der Energieversorgung und 1 in der Wasserver- und Abfallentsorgung. Die wichtigsten Arbeitgeber des Dienstleistungssektors waren die Bereiche soziale und öffentliche Dienste (72) und der Handel (37 Mitarbeiter).
| Wirtschaftssektor            | Anzahl Betriebe | Anzahl Betriebe | Erwerbstätige | Erwerbstätige |
| Wirtschaftssektor            | 2011            | 2001            | 2011          | 2001          |
| ---------------------------- | --------------- | --------------- | ------------- | ------------- |
| Land- und Forstwirtschaft 1) | 65              | 87              | 64            | 72            |
| Produktion                   | 24              | 13              | 147           | 172           |
| Dienstleistung               | 58              | 35              | 146           | 146           |

1) Betriebe mit Fläche in den Jahren 2010 und 1999

### Bildung
In Reichenthal befinden sich ein Kindergarten, eine Volksschule und eine Mittelschule.

## Politik

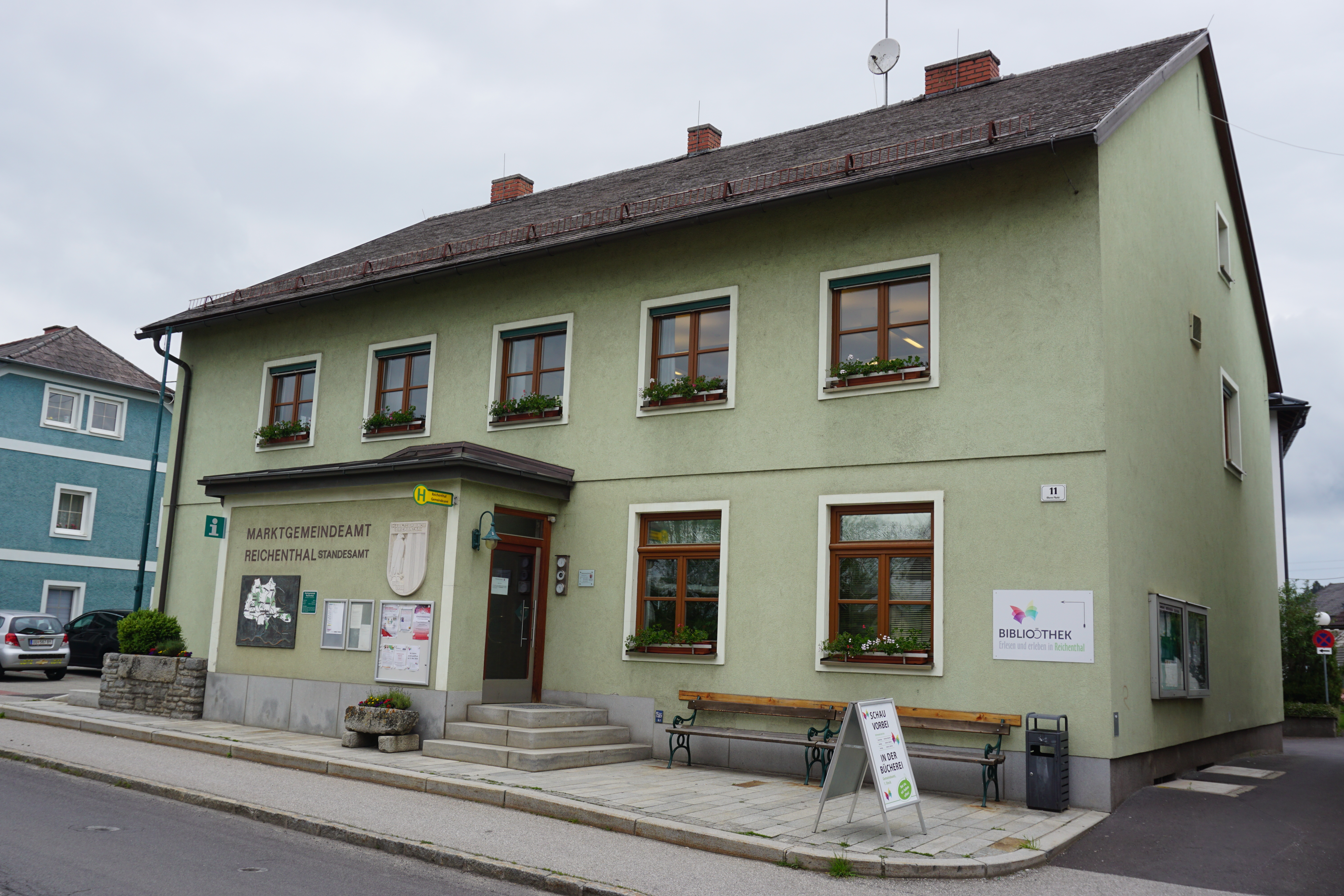
Gemeindeamt Reichenthal

### Gemeinderat
Der Gemeinderat besteht aus 19 Mitgliedern.
- Mit den Gemeinderats- und Bürgermeisterwahlen in Oberösterreich 1997 hatte der Gemeinderat folgende Verteilung: 13 ÖVP und 6 SPÖ.[8]
- Mit den Gemeinderats- und Bürgermeisterwahlen in Oberösterreich 2003 hatte der Gemeinderat folgende Verteilung: 13 ÖVP und 6 SPÖ.[9]
- Mit den Gemeinderats- und Bürgermeisterwahlen in Oberösterreich 2009 hatte der Gemeinderat folgende Verteilung: 13 ÖVP und 6 SPÖ.[10]
- Mit den Gemeinderats- und Bürgermeisterwahlen in Oberösterreich 2015 hatte der Gemeinderat folgende Verteilung: 10 ÖVP, 5 FPÖ und 4 SPÖ.[11]
- Mit den Gemeinderats- und Bürgermeisterwahlen in Oberösterreich 2021 hat der Gemeinderat folgende Verteilung: 12 ÖVP,  4 SPÖ und 3 FPÖ.[12][13]

### Bürgermeister
Bürgermeister seit 1850 waren:
- 1850–1861 Johann Seiberl
- 1861–1879 Johann Etzelsdorfer
- 1879–1885 Josef Lang
- 1885–1888 Johann Übermasser
- 1888–1903 Josef Lang
- 1903–1919 Karl Lengauer
- 1919–1924 Alois Etzlstorfer
- 1924–1929 Karl Lengauer
- 1929–1938 Hermann Etzelstorfer
- 1938–1945 Fritz Greiner
- 1945–1946 Hermann Etzelstorfer
- 1946–1967 Ernst Grundemann
- 1967–1973 Gottfried Bodingbauer
- 1973–1991 Felix Denkmayr
- 1991–2015 Karl Jaksch (ÖVP)
- seit 2015 Karin Kampelmüller (ÖVP)

### Wappen
Offizielle Beschreibung des Gemeindewappens:
Gespalten; rechts in Rot auf der erhöhten Mittelkuppe eines grünen Dreiberges ein silberner, einwärts gewendeter Falke, links dreimal gespalten von Silber und Rot.
Der Jagdfalke aus dem Familienwappen der Grafen Grundemann von Falkenberg, die seit 1636 im Besitz von Schloss Waldenfels sind, symbolisiert die enge historische Verbundenheit der jungen Marktgemeinde mit der seinerzeitigen Grundherrschaft. Die Landesfarben Weiß-Rot deuten auf die neuzeitliche Verleihung des Wappens im Jahr 1950 durch die oberösterreichische Landesregierung.

## Persönlichkeiten

### Söhne und Töchter der Gemeinde
- Ernst Grundemann-Falkenberg (1903–1987), Land- und Forstwirt, Politiker (ÖVP), Mitglied des Bundes- und des Nationalrats
- Helmuth Pree (* 1950), römisch-katholischer Kirchenrechtler

### Mit der Gemeinde verbundene Persönlichkeiten
- Bernd Preinfalk (* 1966), Komponist und Musiker